# Bunhar
Bunhar és un riu de la província del Panjab al Pakistan. Neix a la regió de Dhanni amb la unió de diversos rierols, i passa per les muntanyes Diljabba, el pas de Gora Galli entre les muntanyes Tilla i les muntanyes Garjak, i finalment desaigua al riu Jhelum, prop de Darapur.